# Dungun (district)
Dungun is een Kuala in de Maleisische deelstaat Terengganu.
Het district telt 155.000 inwoners op een oppervlakte van 2700 km².